# Obiou
Der Obiou (franz.: Grande Tête de l'Obiou oder gebräuchlicher l'Obiou) ist mit 2789 Metern der höchste Berg im Dévoluy-Massiv, einem den Dauphiné-Alpen westlich vorgelagerten Gebirgsstock der Französischen Kalkalpen. Er liegt im Département Isère.

## Geologie
Der Berg besteht in seinem unteren Teil aus Sedimenten des Oberjura und in seinem höhergelegenen Teil aus Ablagerungen der Kreidezeit. Seine charakteristische Form entstand durch Verwitterung und glaziale Erosion.

## Touristische Erschließung
Etwa 10 km nordöstlich des Obiou verläuft die Route Napoléon, 15 km westlich die Route des Alpes. Gemeinden in der Nähe des Obiou sind Mens und Corps. Der Obiou lässt sich vom Parkplatz Chalet des Baumes aus ohne Kletterausrüstung begehen. Andere Gipfelrouten führen über Klettersteige.

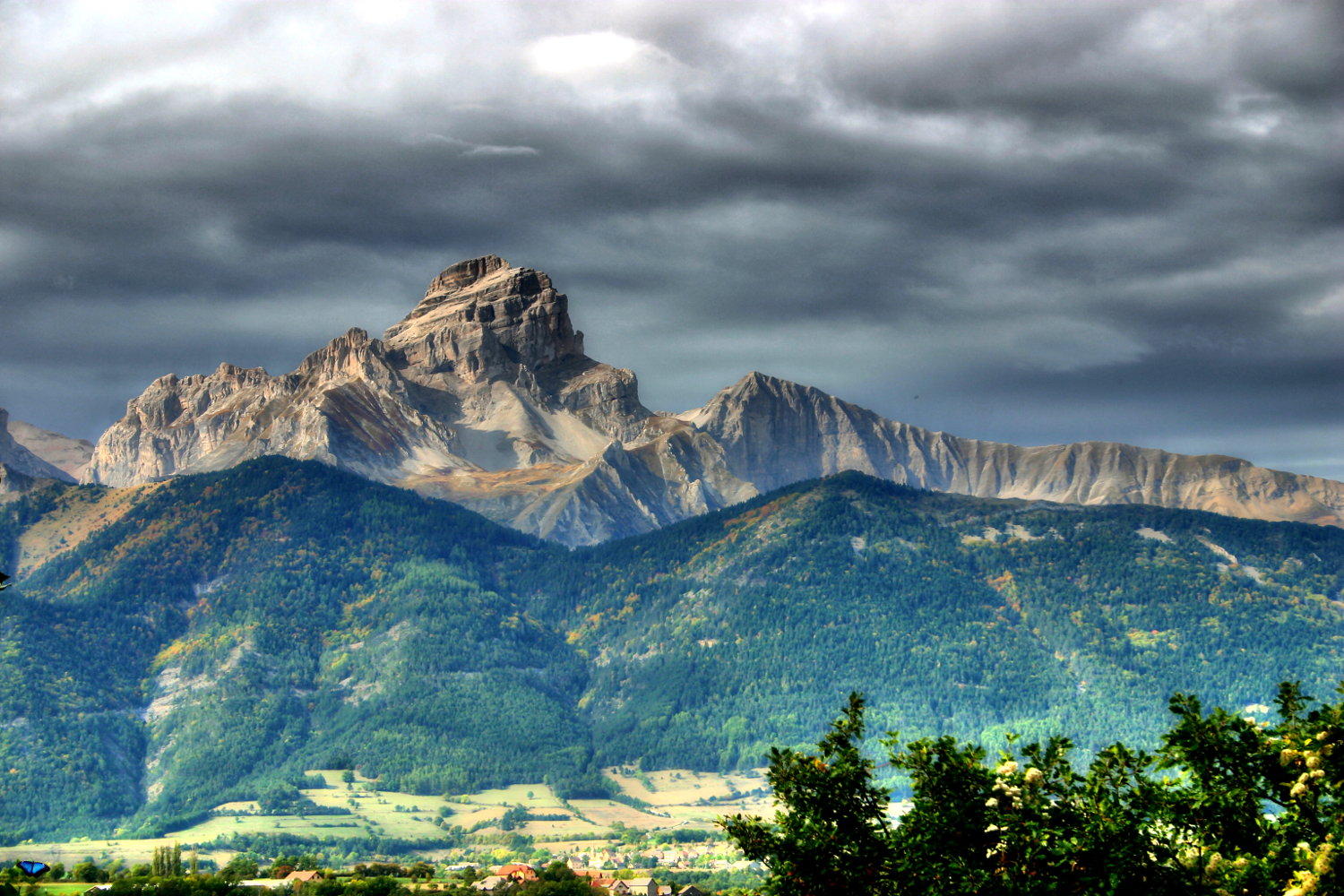
Grande Tête de l'Obiou von der Route Napoléon aus gesehen

## Geschichte
Am Obiou haben sich zwei Flugzeugunglücke ereignet. 1946 starben beim Aufprall eines amerikanischen Militärflugzeugs auf einer der Bergflanken vier Menschen. Am 13. November 1950 kamen beim Absturz eines Passagierflugzeugs auf dem Weg von Rom nach Paris alle Insassen ums Leben: 51 Kanadier, die sich auf der Rückreise von einer Pilgerfahrt nach Rom befanden, und sieben Besatzungsmitglieder.